# Marine Group
Marine Group är ett svenskt företag som säljer marina tjänster. Det har sitt säte i Piteå.
Anton Wirén grundade 1901 företaget som Wiréns Rederi i Piteå och ledde företaget fram till sin död 1953. Bogserbåtsrederiet utvidgades med ett varv i Piteå och en mekanisk verkstad. Han var far till Axel Wirén, Torsten Wirén och Hans Wirén (död 1974), vilka alla arbetade inom familjeföretaget. Axel och Torsten bildade Wiréns Mudderverk AB, som drevs mellan 1954 och 1967, då verksamheten såldes till Skånska Cementgjuteriet. Hans Wirén drev bogserbåtsrederiet vidare under samma namn som tidigare. År 1974 tog sonsonen Thomas Wirén (född 1945) över verksamheten.  
År 1987 sattes Anton Wiréns företag i konkurs, men det rekonstruerades året därpå. Det bytte namn till Marine Carrier och hela företagsgruppen heter Marine Group.
Marine Group har ett antal bogserbåtar och pråmar, bland andra Viktor och Arne. Det driver också de två isbrytande fartygen M/S Arctic Explorer och M/S Polar Explorer för turisttrafik vintertid från Piteå och Båtskärsnäs i isen i Bottenviken. Det polska dotterföretaget  i Szczecin har hand om pontonkranen Lodbrok, som används runt Östersjön.

## Bildgalleri

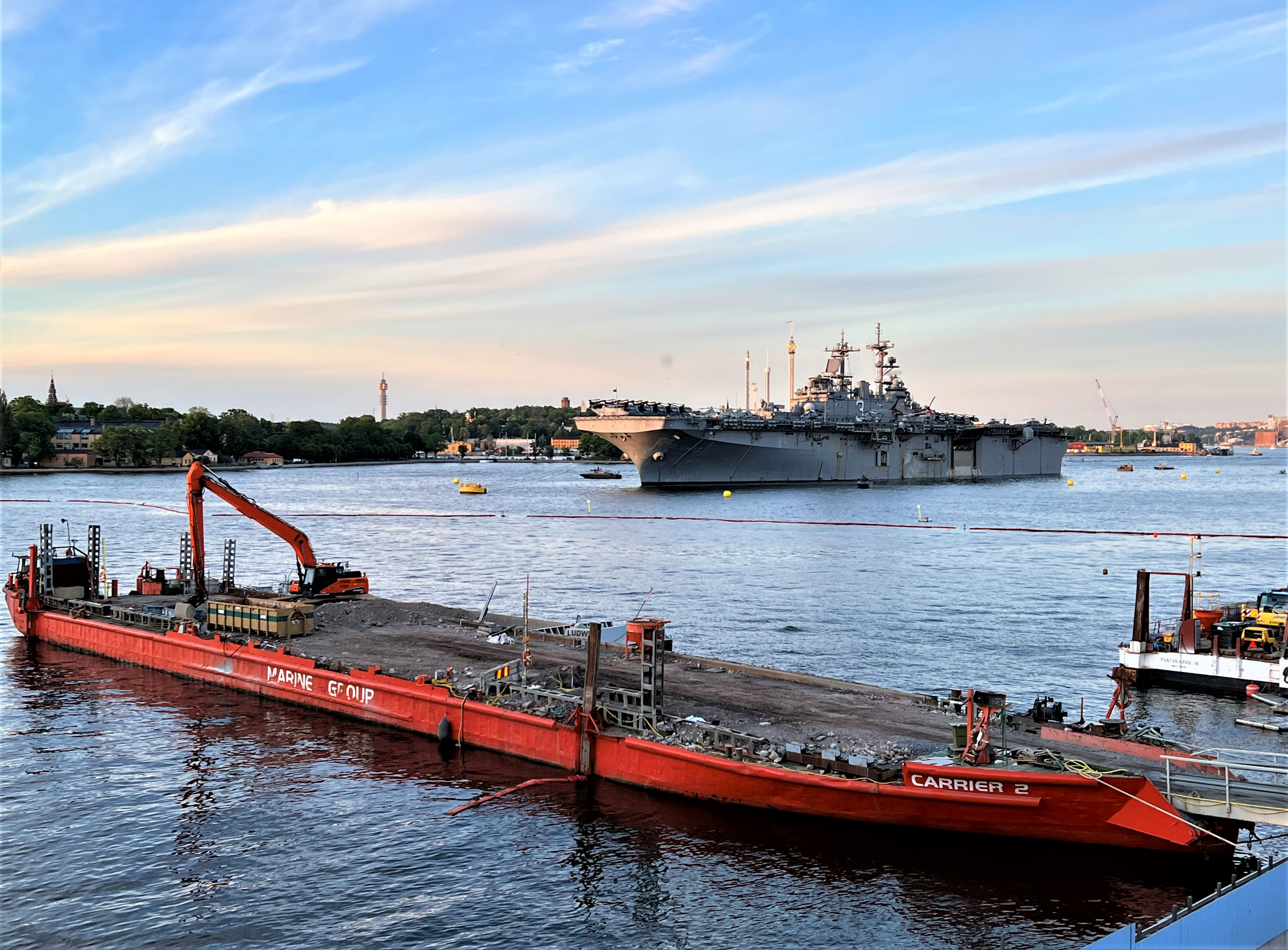
Pråmen Carrier 2 i Stockholms ström i juni 2022. I bakgrunden USS Kearsarge (LHD-3)
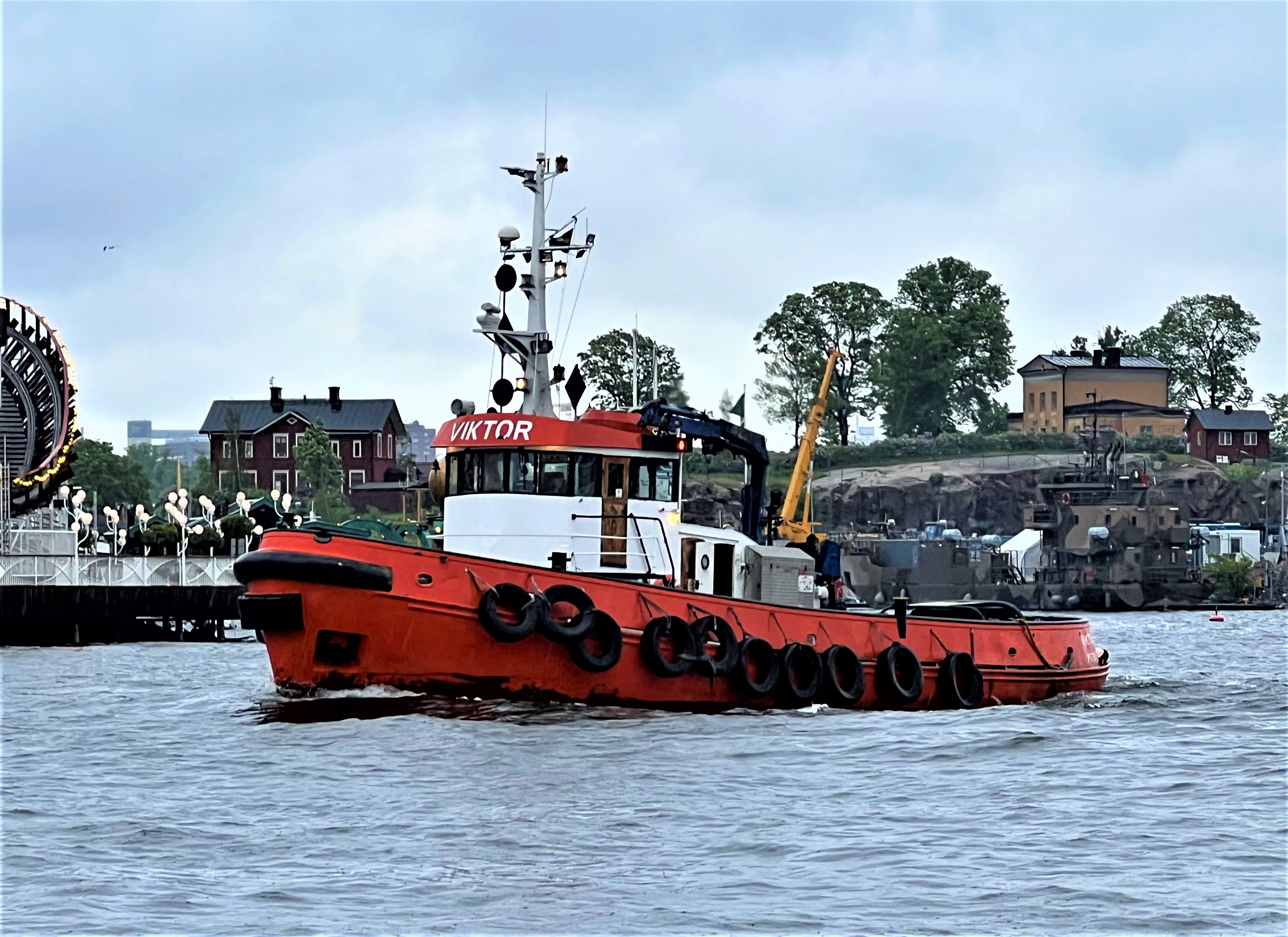
Bogserbåten Viktor
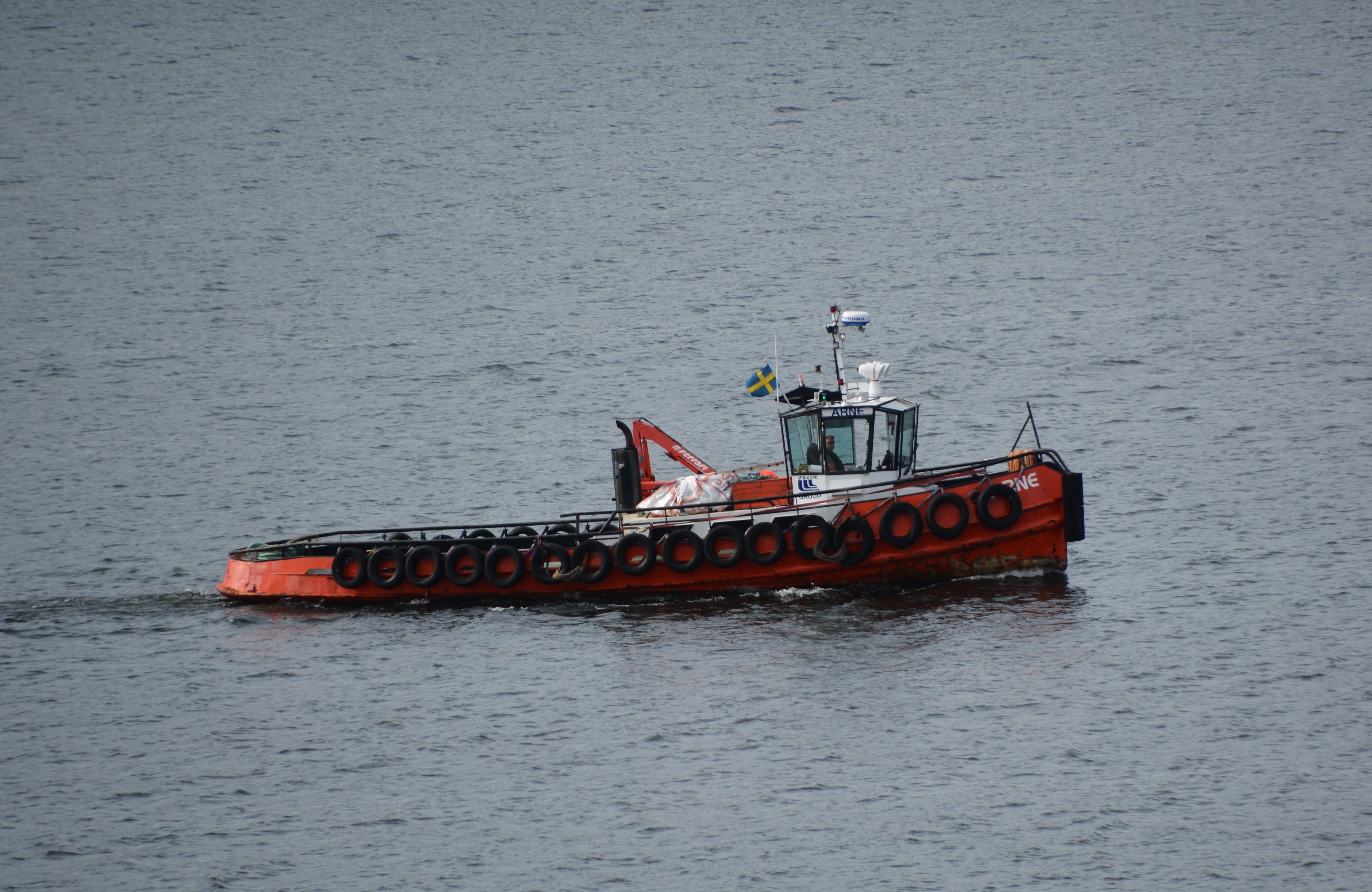
Bogserbåten Arne